# Glenea amoena
Glenea amoena là một loài bọ cánh cứng trong họ Cerambycidae.